# Eliteserien 2023-2024 (pallavolo maschile)
L'Eliteserien 2023-2024, 52ª edizione della massima serie del campionato norvegese di pallavolo maschile, si è svolta dal 29 settembre 2023 al 20 aprile 2024: al torneo hanno partecipato nove squadre di club norvegesi e la vittoria finale è andata per la seconda volta al Koll.

## Regolamento

### Formula
La formula ha previsto:
- Regular season, disputata con girone all'italiana, con gare di andata e ritorno, per un totale di diciassette turni. La squadra di formazione federale del ToppVolley Norge ha disputato solo le partite in casa ed è stata eliminata dalla classifica finale. Al termine, le prime sei squadre classificate hanno acceduto ai play-off scudetto, con le prime due ammesse direttamente alle semifinali. L'ultima squadra classificata è stata retrocessa in 1. divisjon, mentre la squadra posizionata al settimo posto ha acceduto allo spareggio promozione-retrocessione con la seconda classificata (dopo aver tolto dalla classifica le seconde squadre dei club già partecanti all'Eliteserien) della 1. divisjon.
- Play-off scudetto, organizzati con:
  - Quarti di finale, disputati, in casa della squadra terza classificata, con un girone all'italiana con partite di sola andata;
  - Semifinali, finale per il 3º posto e finale, disputate in gara unica con la formula della Final Four.
- Spareggio promozione-retrocessione, su due gare: la squadra vincitrice ha ottenuto o mantenuto il diritto a partecipare alla Eliteserien per la stagione successiva[2][3].

### Criteri di classifica
Se il risultato finale è stato di 3-0 o 3-1 sono stati assegnati 3 punti alla squadra vincente e 0 a quella sconfitta, se il risultato finale è stato di 3-2 sono stati assegnati 2 punti alla squadra vincente e 1 a quella sconfitta
L'ordine del posizionamento in classifica è stato definito in base a:
- Punti;
- Numero di vittorie;
- Differenza tra set vinti e persi;
- Differenza tra punti fatti e subiti;
- Numero di set vinti;
- Numero di punti fatti[3].

## Squadre partecipanti
| Club             | Stagione | Città     | Impianto        | Stagione precedente  |
| ---------------- | -------- | --------- | --------------- | -------------------- |
| Førde            | dettagli | Sunnfjord | Øyrane Arena    | 3ª in Eliteserien    |
| Koll             | dettagli | Oslo      | Kringsjåhallen  | 2ª in Eliteserien    |
| NTNUI            | dettagli | Trondheim | Dragvollhallen  | 5ª in Eliteserien    |
| ØKSIL            | dettagli | Myre      | Øksneshallen    | 1ª in 1. divisjon    |
| Randaberg        | dettagli | Randaberg | Randaberghallen | 4ª in Eliteserien    |
| ToppVolley Norge | dettagli | Suldal    | Suldalshallen   |                      |
| Torvastad        | dettagli | Torvastad | Torvastad Arena | 7ª in Eliteserien    |
| Tromsø           | dettagli | Tromsø    | Tromsøhallen    | 6ª in Eliteserien    |
| Viking           | dettagli | Bergen    | Åsane arena     | Campione di Norvegia |

## Torneo

### Regular season

#### Risultati
| Prima giornata |                           |     |                                   |
|                |                           |     |                                   |
| 29-09          | Førde - Viking            | 3-0 | 25-22, 25-17, 25-21               |
| 30-09          | NTNUI - ØKSIL             | 2-3 | 18-25, 25-22, 18-25, 25-21, 11-15 |
| 30-09          | ToppVolley Norge - Tromsø | 1-3 | 19-25, 24-26, 25-20, 20-25        |
| 01-10          | Koll - ØKSIL              | 3-2 | 23-25, 25-16, 21-25, 25-19, 20-18 |
| 01-10          | Torvastad - Tromsø        | 1-3 | 17-25, 22-25, 25-22, 18-25        |

| Seconda giornata |                    |     |                                   |
|                  |                    |     |                                   |
| 07-10            | ØKSIL - Randaberg  | 2-3 | 18-25, 26-24, 25-18, 17-25, 14-16 |
| 08-10            | Torvastad - Førde  | 0-3 | 23-25, 23-25, 18-25               |
| 08-10            | Tromsø - Randaberg | 2-3 | 25-20, 16-25, 22-25, 25-17, 11-15 |

| Terza giornata |                   |     |                                   |
|                |                   |     |                                   |
| 14-10          | Koll - Randaberg  | 3-1 | 25-18, 32-30, 22-25, 25-20        |
| 14-10          | ØKSIL - Førde     | 2-3 | 27-25, 27-25, 16-25, 25-27, 13-15 |
| 15-10          | NTNUI - Randaberg | 1-3 | 25-16, 16-25, 28-30, 22-25        |

| Quarta giornata |                |     |                                   |
|                 |                |     |                                   |
| 20-10           | Viking - NTNUI | 3-1 | 42-44, 25-21, 25-23, 25-18        |
| 21-10           | Førde - NTNUI  | 3-2 | 25-14, 25-27, 25-17, 24-26, 15-13 |
| 21-10           | ØKSIL - Tromsø | 3-0 | 28-26, 25-23, 25-15               |

| Quinta giornata |                       |     |                            |
|                 |                       |     |                            |
| 03-11           | NTNUI - Koll          | 0-3 | 16-25, 21-25, 23-25        |
| 04-11           | Førde - Tromsø        | 3-1 | 25-18, 25-21, 24-26, 25-23 |
| 05-11           | Viking - Tromsø       | 3-1 | 25-20, 25-16, 23-25, 25-21 |
| 05-11           | Randaberg - Torvastad | 3-0 | 25-14, 25-22, 25-19        |

| Sesta giornata |                          |     |                            |
|                |                          |     |                            |
| 18-11          | Koll - Torvastad         | 0-3 | 20-25, 20-25, 25-27        |
| 18-11          | Førde - ØKSIL            | 3-0 | 25-23, 25-15, 25-18        |
| 18-11          | Randaberg - NTNUI        | 3-1 | 25-20, 25-21, 16-25, 25-23 |
| 19-11          | ToppVolley Norge - NTNUI | 1-3 | 25-14, 19-25, 17-25, 15-25 |
| 19-11          | Viking - ØKSIL           | 3-1 | 25-15, 25-21, 23-25, 25-20 |
| 19-11          | Tromsø - Torvastad       | 3-1 | 25-22, 25-16, 25-27, 25-16 |

| Settima giornata |                   |     |                     |
|                  |                   |     |                     |
| 09-12            | ØKSIL - Torvastad | 3-0 | 25-16, 25-16, 25-19 |
| 10-12            | Tromsø - Viking   | 3-0 | 25-21, 31-29, 25-19 |

| Ottava giornata |                              |     |                                   |
|                 |                              |     |                                   |
| 16-12           | ToppVolley Norge - Randaberg | 1-3 | 22-25, 26-28, 25-18, 21-25        |
| 16-12           | Førde - Koll                 | 1-3 | 25-17, 22-25, 20-25, 16-25        |
| 17-12           | Tromsø - ØKSIL               | 0-3 | 14-25, 22-25, 15-25               |
| 17-12           | Torvastad - Viking           | 3-2 | 25-16, 25-22, 18-25, 23-25, 15-13 |

| Nona giornata |                    |     |                                  |
|               |                    |     |                                  |
| 06-01         | Viking - Randaberg | 3-1 | 25-16, 22-25, 25-17, 25-22       |
| 06-01         | NTNUI - Førde      | 3-2 | 25-18, 25-21, 19-25, 21-25, 15-9 |
| 07-01         | Koll - Viking      | 3-1 | 25-23, 17-25, 25-22, 25-23       |

| Decima giornata |                         |     |                                   |
|                 |                         |     |                                   |
| 19-01           | Torvastad - Koll        | 2-3 | 19-25, 25-22, 25-22, 26-28, 12-15 |
| 20-01           | Viking - Førde          | 3-2 | 25-18, 23-25, 22-25, 25-18, 15-13 |
| 20-01           | Randaberg - Koll        | 0-3 | 21-25, 18-25, 15-25               |
| 21-01           | ToppVolley Norge - Koll | 1-3 | 25-21, 24-26, 17-25, 17-25        |
| 21-01           | Tromsø - NTNUI          | 0-3 | 20-25, 18-25, 20-25               |

| Undicesima giornata |                              |     |                            |
|                     |                              |     |                            |
| 27-01               | ToppVolley Norge - Torvastad | 3-1 | 17-25, 25-23, 25-16, 25-19 |
| 27-01               | ØKSIL - Viking               | 1-3 | 20-25, 25-13, 20-25, 20-25 |
| 27-01               | Koll - Tromsø                | 3-0 | 25-17, 25-18, 25-22        |
| 28-01               | Randaberg - Tromsø           | 0-3 | 23-25, 23-25, 21-25        |

| Dodicesima giornata |                   |     |                            |
|                     |                   |     |                            |
| 03-02               | Randaberg - ØKSIL | 3-1 | 25-23, 25-15, 28-30, 25-16 |
| 04-02               | Torvastad - NTNUI | 0-3 | 22-25, 24-26, 21-25        |

| Tredicesima giornata |                    |     |                            |
|                      |                    |     |                            |
| 10-02                | Førde - Torvastad  | 3-1 | 25-20, 28-26, 22-25, 25-14 |
| 10-02                | Koll - NTNUI       | 3-1 | 26-24, 23-25, 25-16, 25-20 |
| 11-02                | Viking - Torvastad | 3-1 | 24-26, 25-23, 25-19, 25-19 |

| Quattordicesima giornata |                           |     |                                   |
|                          |                           |     |                                   |
| 17-02                    | Randaberg - Viking        | 0-3 | 19-25, 29-31, 27-29               |
| 18-02                    | ToppVolley Norge - Viking | 0-3 | 23-25, 16-25, 19-25               |
| 18-02                    | Koll - Førde              | 3-2 | 32-30, 29-31, 25-21, 29-31, 15-11 |
| 18-02                    | NTNUI - Tromsø            | 3-1 | 21-25, 28-26, 25-17, 26-24        |

| Quindicesima giornata |                   |     |                                   |
|                       |                   |     |                                   |
| 25-02                 | NTNUI - Torvastad | 1-3 | 24-26, 20-25, 25-17, 22-25        |
| 24-02                 | ØKSIL - Koll      | 3-2 | 25-21, 21-25, 25-22, 17-25, 15-11 |
| 25-02                 | Førde - Randaberg | 3-2 | 25-14, 21-25, 24-26, 25-18, 15-9  |

| Sedicesima giornata |                       |     |                                  |
|                     |                       |     |                                  |
| 02-03               | ØKSIL - NTNUI         | 1-3 | 25-19, 18-25, 20-25, 18-25       |
| 03-03               | Tromsø - Førde        | 0-3 | 23-25, 26-28, 22-25              |
| 03-03               | Torvastad - Randaberg | 3-2 | 23-25, 25-16, 18-25, 25-23, 15-8 |
| 03-03               | Viking - Koll         | 3-1 | 25-19, 25-19, 19-25, 25-18       |

| Diciassettesima giornata |                          |     |                                   |
|                          |                          |     |                                   |
| 16-03                    | ToppVolley Norge - ØKSIL | 1-3 | 24-26, 22-25, 25-21, 21-25        |
| 16-03                    | NTNUI - Viking           | 2-3 | 25-13, 14-25, 25-18, 19-25, 13-15 |
| 16-03                    | Tromsø - Koll            | 0-3 | 22-25, 22-25, 25-27               |
| 16-03                    | Randaberg - Førde        | 2-3 | 27-25, 25-19, 22-25, 16-25, 12-15 |
| 17-03                    | Torvastad - ØKSIL        | 1-3 | 23-25, 22-25, 30-28, 23-25        |
| 17-03                    | ToppVolley Norge - Førde | 1-3 | 26-28, 19-25, 25-20, 22-25        |

#### Classifica
| Pos. | Squadra          | Pt | G  | V  | P  | SV | SP | Ratio | PF    | PS    | Ratio |
| ---- | ---------------- | -- | -- | -- | -- | -- | -- | ----- | ----- | ----- | ----- |
| 1.   | Koll             | 34 | 15 | 12 | 3  | 39 | 20 | 1,950 | 1 392 | 1 285 | 1,083 |
| 2.   | Førde            | 32 | 15 | 11 | 4  | 40 | 23 | 1,739 | 1 454 | 1 352 | 1,075 |
| 3.   | Viking           | 32 | 15 | 11 | 4  | 36 | 23 | 1,565 | 1 380 | 1 284 | 1,075 |
| 4.   | ØKSIL            | 22 | 15 | 7  | 8  | 31 | 30 | 1,033 | 1 337 | 1 354 | 0,987 |
| 5.   | Randaberg        | 22 | 15 | 7  | 8  | 29 | 32 | 0,906 | 1 331 | 1 373 | 0,969 |
| 6.   | NTNUI            | 20 | 15 | 6  | 9  | 29 | 32 | 0,906 | 1 351 | 1 361 | 0,993 |
| 7.   | Tromsø           | 16 | 15 | 5  | 10 | 20 | 33 | 0,606 | 1 180 | 1 244 | 0,949 |
| 8.   | Torvastad        | 11 | 15 | 4  | 11 | 20 | 38 | 0,526 | 1 242 | 1 358 | 0,915 |
|      |                  |    |    |    |    |    |    |       |       |       |       |
|      | ToppVolley Norge | 3  | 8  | 1  | 7  | 9  | 22 | 0,409 | 675   | 731   | 0,923 |

      Qualificata alle semifinali dei play-off scudetto
      Qualificata ai quarti di finale dei play-off scudetto
      Qualificata allo spareggio promozione-retrocessione
      Retrocessa in 1. divsjon

### Play-off scudetto

#### Quarti di finale

##### Risultati
| Prima giornata |                   |     |                                   |
|                |                   |     |                                   |
| 12-04          | Viking - NTNUI    | 2-3 | 25-22, 16-25, 24-26, 25-14, 10-15 |
| 12-04          | ØKSIL - Randaberg | 0-3 | 20-25, 23-25, 22-25               |

| Seconda giornata |                    |     |                                   |
|                  |                    |     |                                   |
| 13-04            | Viking - Randaberg | 3-0 | 25-15, 25-18, 25-13               |
| 13-04            | ØKSIL - NTNUI      | 3-2 | 25-13, 24-26, 10-25, 25-20, 15-12 |

| Terza giornata |                   |     |                     |
|                |                   |     |                     |
| 14-04          | Viking - ØKSIL    | 3-0 | 25-14, 25-16, 25-21 |
| 14-04          | Randaberg - NTNUI | 3-0 | 26-24, 25-19, 25-18 |

##### Classifica
| Pos. | Squadra   | Pt | G | V | P | SV | SP | Ratio | PF  | PS  | Ratio |
| ---- | --------- | -- | - | - | - | -- | -- | ----- | --- | --- | ----- |
| 1.   | Viking    | 7  | 3 | 2 | 1 | 8  | 3  | 2,667 | 250 | 199 | 1,256 |
| 2.   | Randaberg | 6  | 3 | 2 | 1 | 6  | 3  | 2,000 | 197 | 201 | 0,980 |
| 3.   | NTNUI     | 3  | 3 | 1 | 2 | 5  | 8  | 0,625 | 259 | 275 | 0,942 |
| 4.   | ØKSIL     | 2  | 3 | 1 | 2 | 3  | 8  | 0,375 | 215 | 246 | 0,874 |

      Qualificata alle semifinali dei play-off scudetto

#### Final Four

##### Tabellone
|  | Semifinali | Semifinali | Semifinali |        |   | Finale          | Finale          | Finale          |  |
|  |            |            |            |        |   |                 |                 |                 |  |
|  | 1          | Koll       | 3          |        |   |                 |                 |                 |  |
|  | 1          | Koll       | 3          |        |   |                 |                 |                 |  |
|  | 5          | Randaberg  | 2          |        |   |                 |                 |                 |  |
|  | 5          | Randaberg  | 2          |        | 1 | Koll            | 3               |                 |  |
|  |            |            |            |        | 1 | Koll            | 3               |                 |  |
|  |            |            | 3          | Viking | 0 |                 |                 |                 |  |
|  | 2          | Førde      | 3          | Viking | 0 | 0               |                 |                 |  |
|  | 2          | Førde      |            |        |   | 0               |                 |                 |  |
|  | 3          | Viking     | 3          |        |   | Finale 3º posto | Finale 3º posto | Finale 3º posto |  |
|  | 3          | Viking     | 3          |        |   |                 |                 |                 |  |
|  |            |            |            |        |   |                 |                 |                 |  |
|  |            |            |            |        |   | 5               | Randaberg       | 3               |  |
|  |            |            |            |        |   | 5               | Randaberg       | 3               |  |
|  |            |            |            |        |   | 2               | Førde           | 0               |  |

##### Risultati

###### Semifinali
| Gara 1 |                  |     |                                   |
|        |                  |     |                                   |
| 19-04  | Koll - Randaberg | 3-2 | 20-25, 24-26, 25-22, 25-17, 15-12 |
| 19-04  | Førde - Viking   | 0-3 | 19-25, 16-25, 20-25               |

###### Finale 3º posto
| Gara 1 |                   |     |                     |
|        |                   |     |                     |
| 20-04  | Randaberg - Førde | 3-0 | 25-15, 25-20, 25-22 |

###### Finale
| Gara 1 |               |     |                     |
|        |               |     |                     |
| 20-04  | Koll - Viking | 3-0 | 25-18, 25-18, 25-22 |

### Spareggio promozione-retrocessione
| Prima giornata |              |     |                                   |
|                |              |     |                                   |
| 13-04          | Tromsø - OSI | 3-0 | 25-16, 25-19, 25-14               |
| 14-04          | Tromsø - OSI | 3-2 | 25-27, 24-26, 25-22, 25-22, 15-11 |

## Classifica finale
| Pos                 | Squadra   | Qualificazione        |
| ------------------- | --------- | --------------------- |
| Norvegia (bandiera) | Koll      |                       |
| 2                   | Viking    |                       |
| 3                   | Randaberg |                       |
| 4                   | Førde     |                       |
| 5                   | ØKSIL     |                       |
| 6                   | NTNUI     |                       |
| 7                   | Tromsø    | Challenge Cup 2024-25 |
| 8                   | Torvastad | 1. divisjon 2024-25   |

## Statistiche
| Rendimento individuale | Rendimento individuale | Rendimento individuale | Rendimento individuale |
| Pos.                   | Nome                   | Punti                  | Squadra                |
| ---------------------- | ---------------------- | ---------------------- | ---------------------- |
| 1                      | Sigurd Festøy          | 424                    | NTNUI                  |
| 2                      | Håvard Aarrestad       | 324                    | Randaberg              |
| 2                      | Isak Helland-Hansen    | 324                    | ØKSIL                  |
| 4                      | Eirik Bjelland         | 307                    | Viking                 |
| 5                      | Mathias Loftesnes      | 302                    | ØKSIL                  |
| 6                      | Lars-August Johnson    | 284                    | Koll                   |
| 7                      | Casper Jørgensen       | 275                    | Tromsø                 |
| 8                      | Eskil Engås            | 269                    | Viking                 |
| 9                      | Mikal Kalstad          | 258                    | Førde                  |
| 10                     | Adrian Mol             | 233                    | Torvastad              |

| Attacchi vincenti | Attacchi vincenti   | Attacchi vincenti | Attacchi vincenti |
| Pos.              | Nome                | Punti             | Squadra           |
| ----------------- | ------------------- | ----------------- | ----------------- |
| 1                 | Sigurd Festøy       | 379               | NTNUI             |
| 2                 | Håvard Aarrestad    | 291               | Randaberg         |
| 3                 | Isak Helland-Hansen | 280               | ØKSIL             |
| 4                 | Mathias Loftesnes   | 258               | ØKSIL             |
| 5                 | Eirik Bjelland      | 255               | Viking            |
| 6                 | Lars-August Johnson | 254               | Koll              |
| 7                 | Casper Jørgensen    | 235               | Tromsø            |
| 8                 | Eskil Engås         | 231               | Viking            |
| 9                 | Mikal Kalstad       | 218               | Førde             |
| 10                | Sebastian Vasile    | 205               | Torvastad         |

| Muri vincenti | Muri vincenti      | Muri vincenti | Muri vincenti |
| Pos.          | Nome               | Punti         | Squadra       |
| ------------- | ------------------ | ------------- | ------------- |
| 1             | Simen Henriksen    | 64            | Viking        |
| 2             | Øystein Schierning | 44            | Koll          |
| 3             | Elias Strandbu     | 43            | Tromsø        |
| 4             | Lars Maaseide      | 41            | Randaberg     |
| 4             | Peder Sørheim      | 41            | Tromsø        |
| 6             | Simen Ødegård      | 38            | NTNUI         |
| 6             | Jobjørn Røkenes    | 38            | Førde         |
| 8             | Rune Berg          | 35            | Randaberg     |
| 9             | Eirik Bjelland     | 34            | Viking        |
| 10            | Mathias Loftesnes  | 33            | ØKSIL         |

| Battute vincenti | Battute vincenti    | Battute vincenti | Battute vincenti |
| Pos.             | Nome                | Punti            | Squadra          |
| ---------------- | ------------------- | ---------------- | ---------------- |
| 1                | Sigurd Festøy       | 31               | NTNUI            |
| 2                | Adrian Mol          | 24               | Torvastad        |
| 3                | Casper Jørgensen    | 22               | Tromsø           |
| 4                | Mikal Kalstad       | 20               | Førde            |
| 5                | Eirik Bjelland      | 18               | Viking           |
| 5                | Gøran Rønneberg     | 18               | Randaberg        |
| 5                | Peder Sørheim       | 18               | Tromsø           |
| 8                | Isak Helland-Hansen | 17               | ØKSIL            |
| 8                | Kjetil Riisland     | 17               | Randaberg        |
| 10               | Elias Strandbu      | 14               | Tromsø           |